# George Coe
Pour les articles homonymes, voir Coe.
George Julian Cohen — né le 10 mai 1929 à New York (quartier de Jamaica, Queens), mort le 18 juillet 2015 à Santa Monica (Californie) — est un acteur américain, connu sous le nom de scène de George Coe.

## Biographie
Au théâtre, George Coe joue notamment à Broadway (New York), où il participe à quatre comédies musicales disséminées de 1964 à 1993, dont Mame (musique de Jerry Herman, 1966-1970, avec Angela Lansbury dans le rôle-titre).
Au cinéma, il contribue à trente-et-un films américains sortis entre 1968 et 2014, dont Kramer contre Kramer de Robert Benton (1979, avec Dustin Hoffman et Meryl Streep), Boire et Déboires de Blake Edwards (1987, avec Kim Basinger et Bruce Willis) et Funny People de Judd Apatow (2009, avec Adam Sandler et Seth Rogen).
Pour la télévision, George Coe se produit dans soixante-dix séries de 1963 à 2014, dont Capitaine Furillo (trois épisodes, 1983), La Loi de Los Angeles (huit épisodes, 1986-1991), À la Maison-Blanche (trois épisodes, 2001-2002) et la série d'animation Archer (vingt-quatre épisodes, 2009-2014), où il est la voix de Woodhouse.
En outre, il joue dans vingt-quatre téléfilms diffusés entre 1975 et 1995, dont Uncle Tom's Cabin de Stan Lathan (1987, avec Avery Brooks et Kate Burton).

## Théâtre à Broadway (intégrale)
(comédies musicales)
- 1964-1965 : Qu'est-ce qui fait courir Sammy ? (What Makes Sammy Run?), musique et lyrics d'Ervin M. Drake, livret de Budd Schulberg et Stuart Schulberg, d'après le roman éponyme de Budd Schulberg : Julian Blumberg
- 1966-1970 : Mame, musique et lyrics de Jerry Herman, livret de Jerome Lawrence et Robert E. Lee, mise en scène de Gene Saks : Lindsay Woolsey
- 1970-1972 : Company, drame, musique et lyrics de Stephen Sondheim, livret de George Furth, mise en scène et production d'Harold Prince : David
- 1978 : On the Twentieth Century, musique de Cy Coleman, lyrics et livret de Betty Comden et Adolph Green, mise en scène d'Harold Prince : Owen O'Malley
- 1993 : Company, reprise : David

## Filmographie partielle

### Cinéma
- 1968 : De Düva: The Dove (court métrage) : Viktor (+ réalisateur — conjointement avec Anthony Lover — et producteur)
- 1975 : Les Femmes de Stepford (The Stepford Wives) de Bryan Forbes : Claude Axhelm
- 1979 : Kramer contre Kramer (Kramer vs. Kramer) de Robert Benton : Jim O'Connor
- 1979 : French Postcards de Willard Huyck
- 1980 : De plein fouet (The First Deadly Sin) de Brian G. Hutton : Dr Bernardi
- 1981 : L'Homme de Prague (The Amateur) de Charles Jarrott : Rutledge
- 1982 : L'Emprise (The Entity) de Sidney J. Furie : Dr Weber
- 1984 : Micki et Maude (Micki & Maude) de Blake Edwards : le gouverneur Lanford
- 1984 : The House of God de Donald Wrye : Dr Leggo
- 1985 : Remo sans arme et dangereux (Remo Williams: The Adventure Begins) de Guy Hamilton : le général Scott Watson
- 1986 : Head Office de Ken Finkleman : le sénateur Issel
- 1987 : Boire et Déboires (Blind Date) de Blake Edwards : Harry Gruen
- 1987 : Pacte avec un tueur (Best Seller) de John Flynn : Graham
- 1989 : Cousins de Joel Schumacher : Phil Kozinski
- 1992 : Les Petits Champions (The Mighty Ducks) de Stephen Herek : le juge Weathers
- 2009 : Funny People de Judd Apatow : le père de George
- 2011 : Transformers 3 (Transformers: Dark of the Moon) de Michael Bay : Wheeljack alias « Q » (voix)
- 2014 : 13 Sins de Daniel Stamm : La voix au téléphone

### Télévision

#### Séries télévisées
- 1983 : Capitaine Furillo (Hill Street Blues)
  - Saison 4, épisode 2 Montaigus et Capulets (Ba-Bing, Ba-Bing) de David Anspaugh, épisode 3 Le Bras de la justice (The Long Law of the Arm) d'Alexander Singer et épisode 4 La Vengeance de Kiki (Death by Kiki) : Benjamin Fisk
- 1985 : Les Enquêtes de Remington Steele (Remington Steele)
  - Saison 4, épisode 8 Cadavre sur long courrier (Coffee, Tea or Steele) de Christopher Hibler : Ace Ketchum
- 1985 : Clair de lune (Moonlightning)
  - Saison 2, épisode 9 Drôles de numéros (Atlas Belched) : Lou LaSalle
- 1986 : Sacrée Famille (Family Ties)
  - Saison 4, épisode 2 Nothing But a Man : Justin Phillips
- 1986 : Simon et Simon (Simon & Simon)
  - Saison 5, épisode 24 La pomme ne tombe jamais loin de l'arbre (The Apple Doesn't Fall Far from the Tree) de Vincent McEveety : Nolan Scott
- 1986 : Dallas, première série
  - Saison 10, épisode 3 Le Pari de Sue Ellen (Pari Per Sue) et épisode 5 Énigmes (Enigma) : Fritz Longley
- 1986 : Les deux font la paire (Scarecrow and Mrs. King)
  - Saison 4, épisodes 1 et 2 Stemwinder (1re et 2e parties) de Burt Brinckerhoff, et épisode 5 Marché de dupes (Night Crawler) d'Harvey S. Laidman : Dr Quidd
- 1986-1991 : La Loi de Los Angeles (L.A. Law)
  - Saison 1, épisode 5 Congélation post-mortem (Simian Chanted Evening, 1986) : le juge Wallace R. Vance
  - Saison 2, épisode 2 La Loi de la nature (The Wizzard of Odds, 1987) de Gregory Hoblit, épisode 3 Éthique et Justice (Cannon of Ethics, 1987) de John Tiffin Patterson et épisode 16 Le Premier Soupir (Fetus Completus, 1988) : le juge Wallace R. Vance
  - Saison 3, épisode 6 Le Pantin (Dummy Dearest, 1988) et épisode 18 Musique de chambre (Trouble Now, 1989) : le juge Wallace R. Vance
  - Saison 4, épisode 22 Le Dernier Hoquet (The Last Gasp, 1990) : le juge Wallace R. Vance
  - Saison 6, épisode 8 Un couple illégitime (The Nut Before Christmas, 1991) : le juge Wallace R. Vance
- 1987-1988 : Max Headroom
  - Saisons 1 et 2, 14 épisodes (intégrale) : Ben Cheviot
- 1987-1990 : Génération Pub (Thirtysomething)
  - Saison 1, épisode 2 The Parents Are Coming (1987) d'Edward Zwick : Ted Murdoch
  - Saison 3, épisode 21 Arizona (1990) d'Edward Zwick : Ted Murdoch
- 1988 : Magnum (Magnum, P.I.)
  - Saison 8, épisode 7 Les Enfants terribles (A Girl Named Sue) de Russ Mayberry : William Wainwright
- 1988 : Les Craquantes (The Golden Girls)
  - Saison 3, épisode 22 La Grande Aventure de Rose (Rose's Big Adventure) : Al
- 1989 : Columbo
  - Saison 9, épisode 1 Portrait d'un assassin (Murder, a Self Portrait) de James Frawley : Dr Sydney Hammer
- 1989 : Matlock
  - Saison 4, épisode 12 Une partie de chasse entre amis (The Buddies) : Dr Lucas Sinclair
- 1990 : Le Père Dowling (Father Dowling Mysteries)
  - Saison 2, épisode 9 Couple idéal (The Perfect Couple Mystery) de Ron Satlof : M. Vance
- 1990 : Murphy Brown
  - Saison 3, épisode 6 Bob & Murphy & Ted & Avery : Theodore
- 1990-1992 : Arabesque (Murder, She Wrote)
  - Saison 7, épisode 7 Le Retour de Preston Giles (The Return of Preston Giles, 1990) de Walter Grauman : Martin Bergman
  - Saison 9, épisode 1 Meurtre à Milan (Murder in Milan, 1992) d'Anthony Pullen Shaw : Andrew Thayer
- 1991 : Star Trek : La Nouvelle Génération  (Star Trek: The Next Generation)
  - Saison 4, épisode 15 Premier Contact (First Contact) de Cliff Bole : le chancelier Durken
- 1993 : New York, police judiciaire (Law & Order)
  - Saison 3, épisode 17 Meurtre à retardement (Conduct Unbecoming) : Lee Hastings
- 1997 : Papa bricole (Home Improvement)
  - Saison 7, épisode 11 Bright Christmas de Peter Bonerz : Parker
- 1998 : Le Caméléon (The Pretender)
  - Saison 2, épisode 21 Patrimoine génétique (Bloodlines, Part I) : Dr Nicholas Haring
- 1998 : The Practice : Bobby Donnell et Associés (The Practice)
  - Saison 3, épisode 1 Conscience professionnelle (Passing Go) de Dennis Smith et Michael Schultz : le juge Walters
- 1998 : Une nounou d'enfer (The Nanny)
  - Saison 6, épisode 4 Les Enfants de Fran (Sara's Parents) de Peter Marc Jacobson : Ernest
- 1999 : Un toit pour trois (Two Guys, a Girl and a Pizza Place)
  - Saison 3, épisode 4 Fait comme un rat (Career Day) de Michael Lembeck : M. Belt
- 2000 : Bull
  - Saison unique, épisode 19 To Have and to Hold : Ed Krakauer
- 2001 : The Lone Gunmen : Au cœur du complot (The Lone Gunmen)
  - Saison unique, épisode 1 Pilote fantôme (Pilot) de Rob S. Bowman : Bertram Byers
- 2001 : Becker
  - Saison 4, épisode 5 Really Good Advice : M. Spector
- 2001-2002 : À la Maison-Blanche (The West Wing)
  - Saison 2, épisode 17 Obstruction parlementaire (The Stackhouse Filibuster, 2001) de Bryan Gordon : le sénateur Howard Stackhouse
  - Saison 4, épisode 4 La Messe rouge (The Red Mass, 2002) et épisode 6 Les jeux sont faits ! (Game On, 2002) d'Alex Graves : le sénateur Howard Stackhouse
- 2002 : Smallville
  - Saison 2, épisode 6 Nos plus belles années (Redux) : William Clark
- 2002 : Preuve à l'appui (Crossing Jordan)
  - Saison 2, épisode 7 Quand le doute s'installe (Scared Straight) : Warren Lauer
- 2002-2007 : Larry et son nombril (Curb Your Enthusiasm)
  - Saison 3, épisode 6 Une place spéciale (The Special Section, 2002) de Bryan Gordon : le directeur général
  - Saison 6, épisode 5 Le Livre des monstres (The Freak Book, 2007) de Bryan Gordon : le directeur général
- 2003 : Division d'élite (The Division)
  - Saison 3, épisode 2 Retrouvailles (Oh Mother, Who Art Thou?) : Joe Marks
- 2003 : Amy
  - Saison 4, épisode 13 Dans l'intérêt de l'enfant (The Best Interests of the Child) : le juge
- 2005 : Gilmore Girls
  - Saison 5, épisode 19 Mais je suis une Gilmore (But I'm a Gilmore!) de Michael Zinberg : le grand-père Huntzberger
- 2005 : Numbers (Numb3rs)
  - Saison 2, épisode 2 Les jeux sont faits (Better or Worse) : Steven Logan
- 2006 : Cold Case : Affaires classées (Cold Case)
  - Saison 3, épisode 17 Championne (Superstar) : Bill Simmons
- 2007 : Bones
  - Saison 2, épisode 17 L'enfer est pavé de bonnes intentions (The Priest in the Churchyard) : le père William Donlan
- 2007 : Private Practice
  - Saison 1, épisode 4 Devine qui vient dîner (In Which Addison Has a Very Casual Get Together) : Stan
- 2007 : Nip/Tuck
  - Saison 5, épisode 7 La vérité est ailleurs (Dr. Joshua Lee) de Brad Falchuk : Dr Joshua Lee
- 2008 : Supernatural
  - Saison 3, épisode 16 Les Chiens de l'Enfer (No Rest for the Wicked) de Kim Manners : Pat
- 2008 : Grey's Anatomy
  - Saison 5, épisode 7 Au cœur de la compétition (Rise Up) de Joanna Kerns : Ed Bullard
- 2009 : Star Wars: The Clone Wars, série d'animation
  - Saison 1, épisode 13 Le Crash (Jedi Crash) et épisode 14 Les Défenseurs de la paix (Defenders of Peace) : Tee Watt Kaa (voix)
- 2009-2014 : Archer, série d'animation
  - Saisons 1 à 5, 24 épisodes : Woodhouse (voix)
- 2011-2013 : Wilfred
  - Saison 1, épisode 10 Isolation (2011) : Gene
  - Saison 3, épisode 7 Intuition (2013) : Gene
- 2012 : La Légende de Korra (The Legend of Korra), série d'animation
  - Saison 1, épisode 2 Une feuille dans le vent (A Leaf in the Wind) : Toza (voix)
- 2013 : Mon oncle Charlie (Two and a Half Men)
  - Saison 10, épisode 22 Fabuleux, mon petit Vidalia, hein ? (My Bodacious Vidalia) : Victor

#### Téléfilms
- 1975 : How to Succeed in Business Without Really Trying de Burt Brinckerhoff : Matthews
- 1980 : Big Blonde de Kirk Browning : Ed
- 1981 : Kent State de James Goldstone : le maire Leroy Satrom
- 1982 : Drop-Out Father de Don Taylor : Kannon Rush
- 1982 : Dreams Don't Die de Roger Young : Sheerman
- 1983 : La Fureur des anges : La vie continue (Rage of Angels) de Buzz Kulik : Maguire
- 1983 : Sessions de Richard Pearce : Max
- 1984 : He's Not Your Son de Don Taylor : Dr Stadler
- 1985 : Mes 400 coups : La Légende d'Errol Flynn (My Wicked, Wicked Ways: The Legend of Errol Flynn) de Don Taylor : Irving Jerome
- 1986 : La Fleur Ensanglantée (Blood & Orchids) de Jerry Thorpe : Dr Lansing
- 1987 : Uncle Tom's Cabin de Stan Lathan : M. Shelby
- 1988 : Why on Earth? de Donald Petrie : Henry
- 1988 : Shootdown de Michael Pressman : David
- 1989 : Vivre sans elle (Those She Left Behind) de Waris Hussein : Bill Page
- 1989 : The Hollywood Detective de Kevin Connor : Sid Curley
- 1990 : To My Daughter de Larry Shaw : Frank Parsons
- 1992 : Something to Live for: The Alison Gertz Story de Tom McLoughlin : Dr Feldman
- 1995 : Cagney & Lacey: The View Through the Glass Ceiling de John Tiffin Patterson : Dan Broadbent

## Distinctions (sélection)
- 1969 : Nomination à l'Oscar du meilleur court métrage en prises de vues réelles pour De Düva: The Dove (comme producteur).